# Équipe de Suède féminine de rugby à XV
L'équipe de Suède de rugby à XV féminin est constituée par une sélection des meilleures joueuses de Suède pour disputer les principales compétitions internationales ou affronter d'autres équipes nationales en matchs amicaux (plus communément appelé tests-matchs).

## Histoire
L'équipe de Suède de rugby à XV féminin joue son premier match en 1984 face à l'équipe des Pays-Bas. Jusqu'au premier tournoi mondial en 1991, elle joue au rythme d'un match par an en moyenne et glane son premier succès face à la Belgique en 1986.
En 1991, les Suédoises terminent deuxièmes de leur poule derrière la France puis perdent en quarts de finale du tournoi pour la cinquième place. Elles ne jouent plus jusqu'à la seconde Coupe du monde en 1994 où elles réalisent leur meilleur résultat avec une dixième place. Lors de la Coupe du monde 1998, elle finissent à la quinzième place sur seize participants, grâce à une victoire face à la Russie lors de leur dernier match.
Non qualifiées pour les Coupes du monde 2002 et 2006, elles réalisent tout de même de bons résultats sur la scène européenne lors des tournois organisés par la FIRA : les Suédoises remportent le tournoi de deuxième division en 2001 et sont finalistes de première division en 2002. Les années suivantes sont moins bonnes et, lors du Tournoi FIRA 2009 qui permet la qualification à la Coupe du monde 2010, elles ne sont que tête de série no 6. Elles créent néanmoins la surprise en battant l'Italie, l'Espagne et l'Allemagne et obtiennent leur billet pour la Coupe du monde.

## Palmarès
- Participations à la Coupe du monde : 3 (9e en 1991, 10e en 1994, 15e en 1998)